# Stadionul Orășenesc (Titu)
Stadionul orășenesc Titu este în curs de renovare. Vechile tribune, pe schelet metalic, au fost demolate, urmând să fie înlocuite de tribune pe structură din beton. Noile tribune, acoperite, vor avea o capacitate totală de 1.100 locuri, toate pe scaune. Stadionul, care dispune de mulți ani de instalație de nocturnă, va avea un gazon natural cu instalație de încălzire, dar și un teren de antrenament separat, pe suprafață sintetică. Costurile renovării stadionului din Titu se ridică la aproximativ 5 milioane de euro, iar finalizarea lucrărilor este estimată pentru anul 2025.
Acest stadion  găzduiește meciurile de fotbal ale echipei de fotbal Urban Titu, care joacă în liga a III-a.